# Gainesville (Florida)
Gainesville ist eine Stadt und der County Seat des Alachua County im US-Bundesstaat Florida mit 141.085 Einwohnern (Stand: 2020). Die Stadt ist der Mittelpunkt der gleichnamigen Metropolitan Statistical Area mit insgesamt 280.708 Einwohnern (Stand 2016).
Gainesville ist der Sitz von Floridas größter und ältester Universität, einem Zentrum für Bildung, Medizin, kulturelle Ereignisse und Sport. Die University of Florida und das Shands Hospital sind die wichtigsten Arbeitgeber der Stadt und bieten viele unterschiedliche Arbeitsplätze für die Stadt und ihre Umgebung. Die Stadt ist für ihre unzähligen Parks, historischen Gebäude, Museen, natürliche Umgebung und Seen bekannt. Gainesville wurde im Money Magazine vom September 1995 zur Stadt mit der höchsten Lebensqualität in den USA gewählt.

## Geographie
Gainesville stellt den Mittelpunkt der gleichnamigen Metropolregion Gainesville dar. Die Stadt liegt rund 100 km südwestlich von Jacksonville im Norden Floridas. Orlando liegt 160 km, Tampa 190 km, Tallahassee 230 km und Miami 520 km entfernt.

## Geschichte
Lange bevor die Spanier in dieser Gegend landeten, war das Gebiet ein hervorragender Platz für die hier ansässigen Indianer. Die Spanier hatten größte Probleme, das weite Gebiet zu kontrollieren und waren unfähig, den gewaltigen Zustrom der amerikanischen Siedler aufzuhalten. So traten sie schließlich das Gebiet 1824 an die USA ab. Der zweite Seminolenkrieg verlangsamte zwar die Entwicklung Floridas, doch nach dem Bau der Eisenbahn stieg die Entwicklung stetig an.

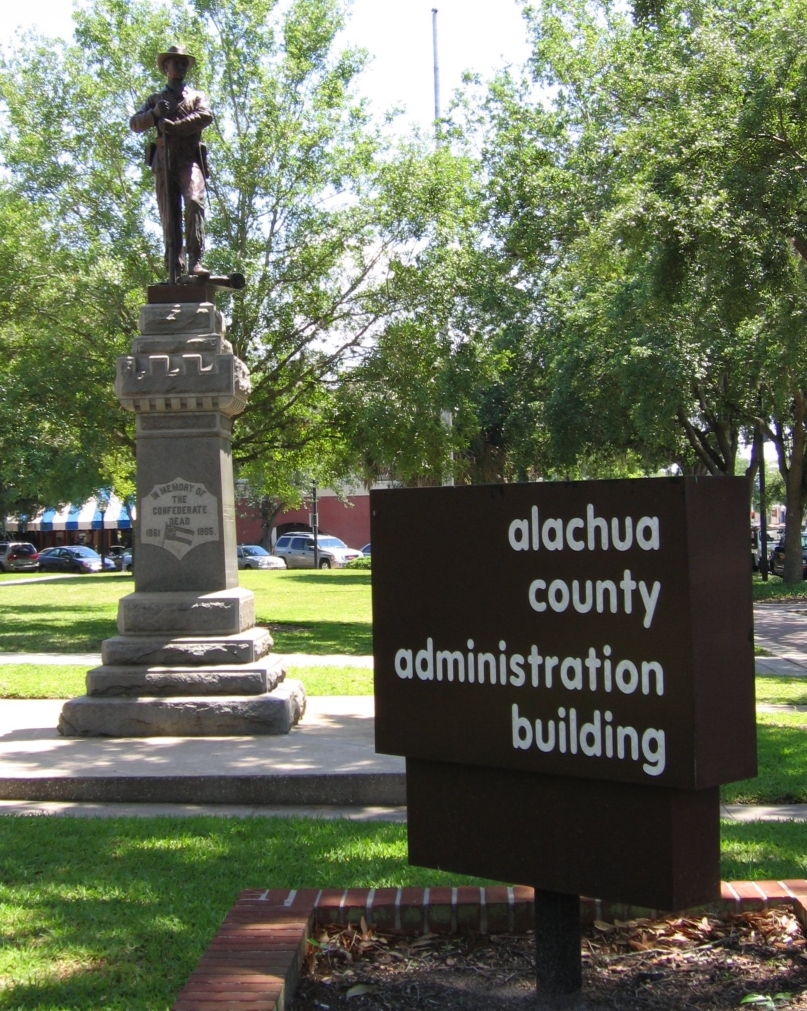
Statue zu Ehren der Konföderierten Soldaten

Das Eisenbahnzeitalter in Gainesville begann 1859 mit dem Bau der Florida Railroad von Fernandina hierher. Im Jahr 1861 wurde die Strecke bis nach Cedar Key verlängert. 1881 wurde durch die Live Oak and Rowland’s Bluff Railroad eine weitere Bahnstrecke von Live Oak über High Springs nach Gainesville eröffnet, die 1884 in das Plant System überging.
1860 hatte Gainesville 232 Einwohner. Während des Amerikanischen Bürgerkriegs gab es in Gainesville einen Stützpunkt eines Kommissars der Konföderierten Armee und die Stadt war Schauplatz zweier großer Schlachten. Nach dem Ende des Bürgerkriegs wurde Gainesville zu einem Handelszentrum für Baumwolle und landwirtschaftliche Güter. In den nächsten 25 Jahren wurden verstärkt Zitrusfrüchte angebaut. Nach zwei Großbränden um 1880 begann man die Holzhäuser durch massive Backsteingebäude zu ersetzen. Eine weitere Eisenbahnlinie sorgte dafür, dass die Einwohnerzahl auf 3000 stieg.
Zu dieser Zeit war Gainesville die größte Stadt in Florida. Die Stadt hatte bereits eine Oper, gepflasterte Straßen, eine unterirdische städtische Wasserversorgung, Telefon und elektrisches Licht. Der fortschreitende Ausbau der Eisenbahn brachte einen weiteren Aufschwung im Handel mit Zitrusfrüchten und Phosphat. Ebenso wurde das Gebiet für Touristen, Investoren und Spekulanten interessant. Trotz einiger Missernten und strenger Winter in den Jahren um 1890 stieg der Wohlstand der Bevölkerung und die Wirtschaft konzentrierte sich weiterhin auf Phosphat, Baumwolle und landwirtschaftliche Produkte und deren industrielle Vermarktung.
Die ersten 20 Jahre des 20. Jahrhunderts waren eine harte Geduldsprobe für die Landwirtschaft, da eine neue Käferart regelmäßig die jährliche Getreideernte vernichtete und der Erste Weltkrieg die Phosphat-Industrie zum Erliegen brachte. 1906 öffnete die Universität von Florida ihre Tore und hatte im ersten Jahr 102 Studenten. 20 Jahre später war die Zahl der Studenten bereits auf 2000 gestiegen. In den Jahren 1920 bis 1938 war die Universität der wichtigste Arbeitgeber und die größte Hilfe, die herrschende Depression zu überstehen. Während des Zweiten Weltkrieges stieg die Zahl der Bewohner auf rund 14.000 an.
Die Zeit nach dem Zweiten Weltkrieg brachte Gainesville einen enormen Bevölkerungszuwachs und wirtschaftlichen Aufschwung. Der Zustrom tausender Veteranen auf der Suche nach Ausbildung und Arbeit führte zu einer kompletten Umbildung der Stadt. Die Universität, die 1947 auf über 9000 Studenten angewachsen war, errichtete eine medizinische Fakultät. 1970 hatte die Universität rund 23.000 Studenten und im Jahr 2000 über 44.000. Somit wurde sie zur bedeutendsten Forschungsinstitution im ganzen Süden der USA.
Zwischen dem 24. und dem 27. August 1990 wurde Gainesville Schauplatz einer Mordserie. Danny Rolling vergewaltigte, ermordete und verstümmelte mehrere Studenten. Unter den Studenten Gainesvilles brach eine Panik aus, Hunderte verließen die Stadt und kehrten nie wieder zurück.

### Religionen
In Gainesville gibt es derzeit 96 verschiedene Kirchen aus 20 verschiedenen Konfessionen. Die Baptistengemeinde mit 33 Kirchen ist dabei am stärksten vertreten. Zudem gibt es sieben zu keiner Konfession gehörende Kirchen (Stand: 2004). Im Jahr 2010 wollte eine kleine Religionsgemeinde am 11. September Koran-Bücher verbrennen, was weltweit Proteste hervorrief (siehe Kontroverse um die geplante Koranverbrennung 2010). Am 21. März 2011 fand die Aktion dennoch statt.

### Demographische Daten
Laut der Volkszählung 2010 verteilten sich die damaligen 124.354 Einwohner auf 57.576 Haushalte. Die Bevölkerungsdichte lag bei 127,2 Einw./km². 64,9 % der Bevölkerung bezeichneten sich als Weiße, 23,0 % als Afroamerikaner, 0,3 % als Indianer und 6,9 % als Asian Americans. 2,0 % gaben die Angehörigkeit zu einer anderen Ethnie und 2,9 % zu mehreren Ethnien an. 10,0 % der Bevölkerung bestand aus Hispanics oder Latinos.
Im Jahr 2010 lebten in 18,5 % aller Haushalte Kinder unter 18 Jahren sowie 15,0 % aller Haushalte Personen mit mindestens 65 Jahren. 40,0 % der Haushalte waren Familienhaushalte (bestehend aus verheirateten Paaren mit oder ohne Nachkommen bzw. einem Elternteil mit Nachkomme). Die durchschnittliche Größe eines Haushalts lag bei 2,19 Personen und die durchschnittliche Familiengröße bei 2,83 Personen.
23,3 % der Bevölkerung waren jünger als 20 Jahre, 48,2 % waren 20 bis 39 Jahre alt, 16,7 % waren 40 bis 59 Jahre alt und 11,9 % waren mindestens 60 Jahre alt. Das mittlere Alter betrug 25 Jahre. 48,4 % der Bevölkerung waren männlich und 51,6 % weiblich.
Das durchschnittliche Jahreseinkommen lag bei 30.952 $, dabei lebten 35,0 % der Bevölkerung unter der Armutsgrenze.
Im Jahr 2000 war Englisch die Muttersprache von 87,10 % der Bevölkerung, spanisch sprachen 6,31 % und 6,59 % hatten eine andere Muttersprache.

## Städtepartnerschaften
- Manizales, Kolumbien
- Matagalpa, Nicaragua
- Tegucigalpa, Honduras
- Kfar Saba, Israel (seit 1998)
- Noworossijsk, Russland (seit 1982)
- Duhok, Irak
- Rzeszów, Polen

## Sehenswürdigkeiten und kulturelle Attraktionen

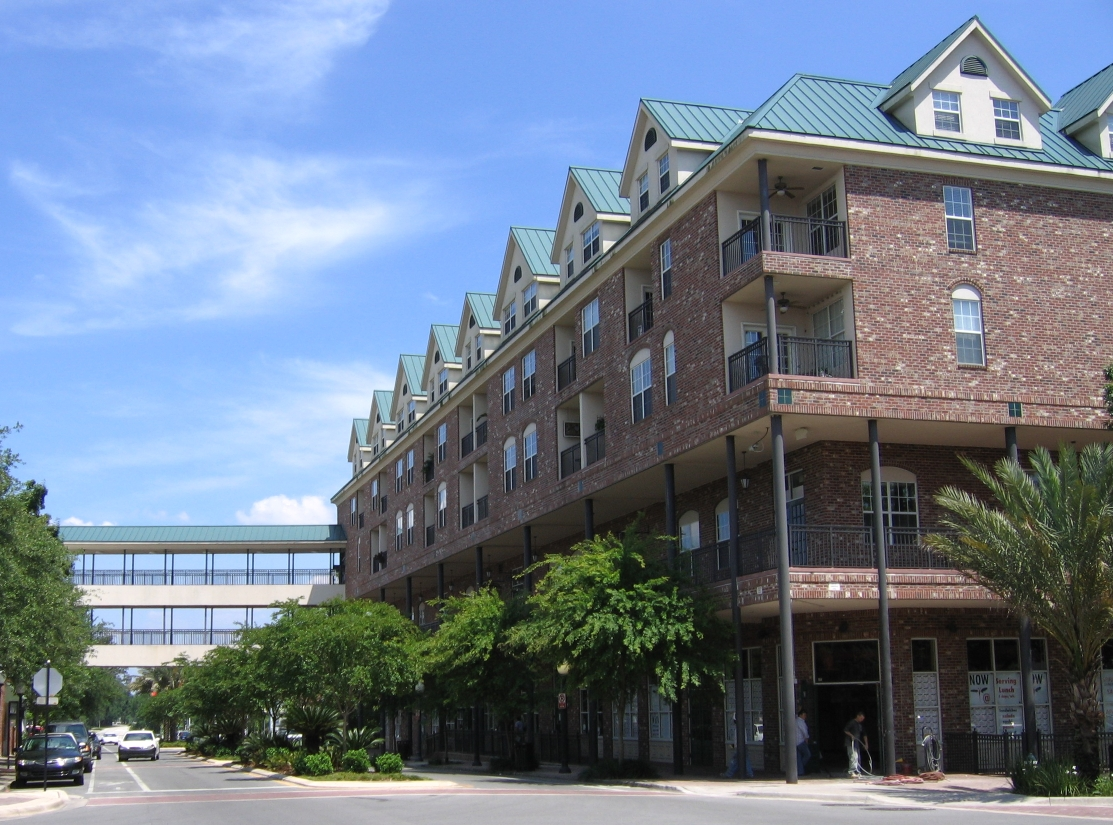
Downtown Gainesville

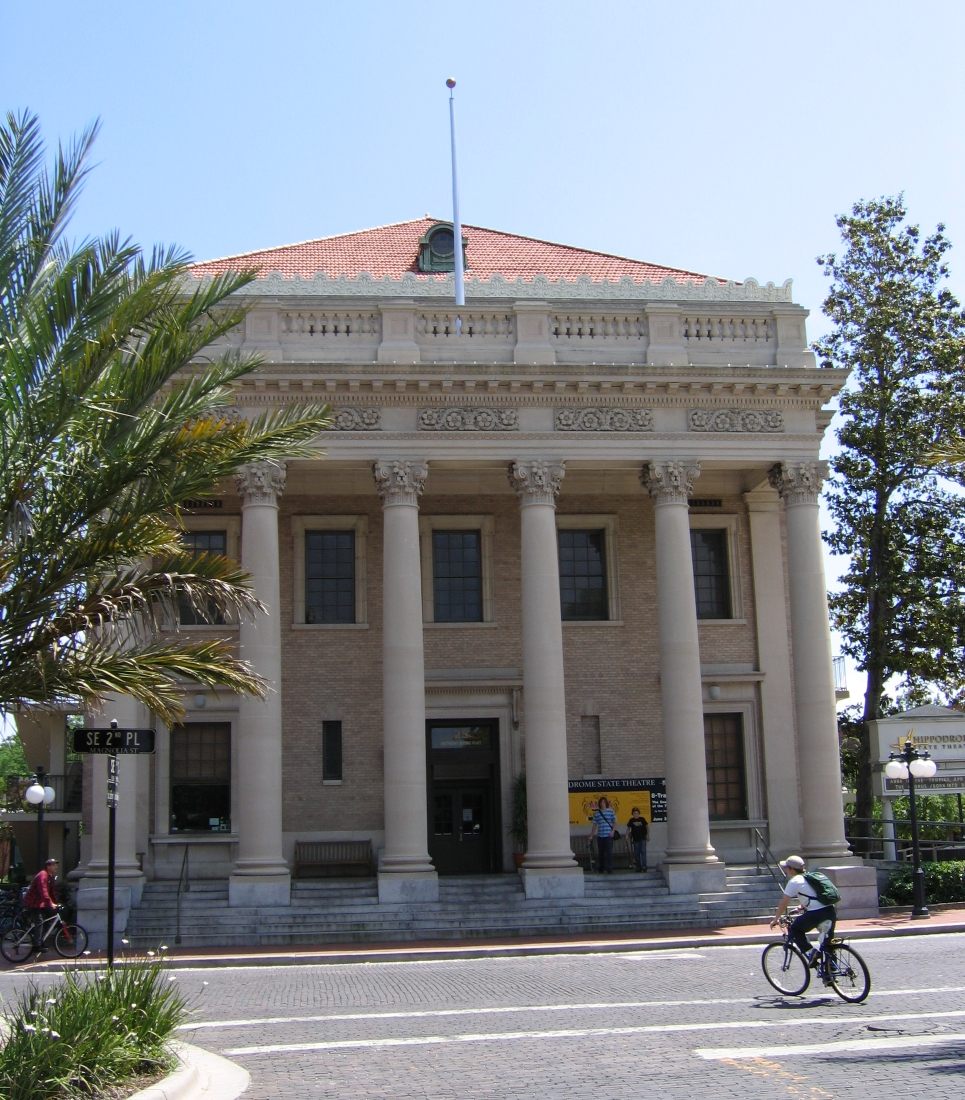
Hippodrome State Theatre

Folgende Objekte sind im National Register of Historic Places gelistet:
| - Anderson Hall - Maj. James B. Bailey House - Baird Hardware Company Warehouse - Boulware Springs Water Works - Bryan Hall - Buckman Hall - Cox Furniture Store - Cox Furniture Warehouse - Dixie Hotel, Hotel Kelley - Engineering Industries Building - Epworth Hall - Flint Hall - Griffin-Floyd Hall - Hippodrome State Theatre | - Hotel Thomas - The Hub - A. Quinn Jones House - Kanapaha - Lake Pithlachocco Canoe Site - Liberty Hill Schoolhouse - Library East - Masonic Temple - Matheson House - Mary Phifer McKenzie House - Mission San Francisco de Potano - Newell Hall - Norman Hall - Northeast Gainesville Residential District | - Old Gainesville Depot - Old WRUF Radio Station - Peabody Hall - Pleasant Street Historic District - Rolfs Hall - Shady Grove Primitive Baptist Church - Southeast Gainesville Residential District - Star Garage - Thomas Hall - University of Florida Campus Historic District - Women’s Gymnasium - Yulee-Mallory-Reid Dormitory Complex |

Weitere Attraktionen:
| - Bivens Arm Nature Park - Palm Point Park - Gum Root Park and Swamp Conservation Area - Gainesville–Hawthorne State Rail Trail - Alfred A. Ring Park - Devil’s Millhopper | - Kanapaha Botanical Gardens - Lake Alice - O’Leno State Park - Paynes Prairie State Preserve - Sister Hazel, Rock-Band |

## Kliniken
- Shands at AGH
- Shands at the University of Florida
- Shands Children’s Hospital
- North Florida Regional Medical Center
- Malcom Randall Veterans Affairs Medical Center

## Verkehr
Das Stadtgebiet wird von der Interstate 75, vom U.S. Highway 441 (SR 25) sowie den Florida State Roads 20, 24, 26, 121 und 222 durchquert. Mit dem Fernbussystem Thruway Motorcoach der Bahngesellschaft Amtrak werden die Städte Jacksonville, Lakeland und Palatka angefahren. Dort erhält man jeweils Anschluss an die Züge Silver Star und Silver Meteor. Im Osten der Stadt liegt der Gainesville Regional Airport.

## Bildung

### Schulen
- Anchor School Elementary School
- Charles W. Duval Elem School
- C. W. Norton Elementary School
- Glen Springs Elementary School
- Hidden Oak Elementary School
- Idylwild Elementary School
- Abraham Lincoln Middle School
- Fort Clarke Middle School
- Howard W. Bishop Middle School
- Kanapaha Middle School
- Westwood Middle School
- Eastside High School
- F. W. Buchholz High School
- Gainesville High School
- W. Travis Loften High School

### Weiterführende Bildungseinrichtungen

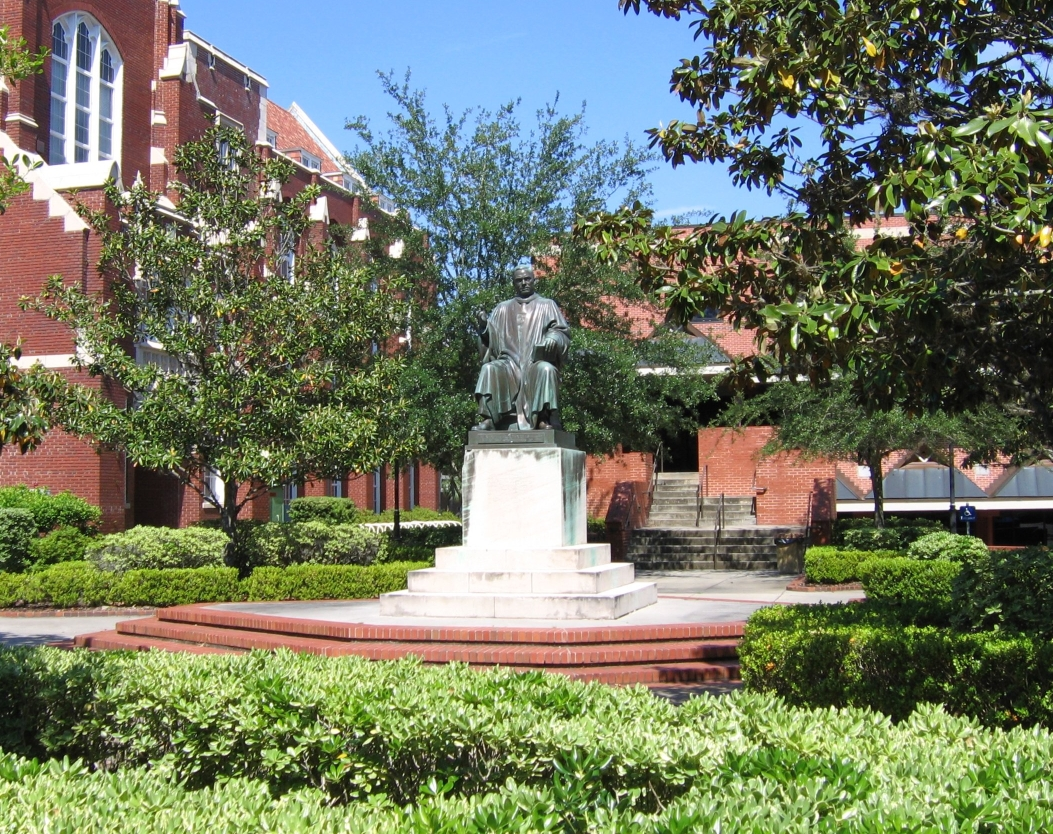
University of Florida, Statue von Albert A Murphee

- Gainesville High School
- Eastside High School
- Buchholz High School
- Santa Fe Community College
- University of Florida
- University of Florida Laborato

## Kriminalität
Die Kriminalitätsrate lag im Jahr 2010 mit 420 Punkten (US-Durchschnitt: 266 Punkte) im überdurchschnittlichen Bereich. Es gab vier Morde, 86 Vergewaltigungen, 199 Raubüberfälle, 617 Körperverletzungen, 1213 Einbrüche, 3859 Diebstähle, 332 Autodiebstähle und 22 Brandstiftungen.

## Persönlichkeiten
- Charles Bradley (1948–2017), Soul-Sänger
- Merritt Butrick (1959–1989), Schauspieler
- Ashlei Sharpe Chestnut (* 1992), Schauspielerin
- Desmond Child (* 1953), Songwriter, Komponist und Produzent
- Jearl Miles Clark (* 1966), Leichtathletin, die sowohl im 400- wie auch im 800-Meter-Lauf erfolgreich war
- Brittany Daniel (* 1976), Schauspielerin
- Tamari Davis (* 2003), Sprinterin
- Don Felder (* 1947), Rock-Gitarrist
- William Luther Hill (1873–1951), Politiker
- Robert Hoffman (* 1980), Tänzer, Schauspieler und Choreograph
- Theodore W. Jennings (1942–2020), methodistischer Theologe
- Caroline List (* 1964), österreichische Richterin
- Noah Lyles (* 1997), Sprinter
- Linda Lyndell (* 1946), Soul-Sängerin
- Peter Marshall (* 1982), Schwimmer
- Shane McRae (* 1977), Schauspieler
- Rodney Mullen (* 1966), 35-facher Freestyle-Weltmeister im Skateboardfahren
- Ogbonnia Okoronkwo (* 1995), American-Football-Spieler
- Carolyn Parker (1917–1966), Physikerin und Hochschullehrerin
- Ermet Perry (1911/12–2001), Jazzmusiker
- Tom Petty (1950–2017), Musiker
- Padgett Powell (* 1952), Schriftsteller
- Ana Yi Puig (* 1998), Schauspielerin
- Darya Rajaee (* 2000), Fußballspielerin
- Alysia Reiner (* 1970), Film- und Theaterschauspielerin
- Maya Rudolph (* 1972), Schauspielerin und Komikerin
- E. J. Strickland (* 1979), Jazzmusiker
- Marcus Strickland (* 1979), Jazzmusiker
- Benmont Tench (* 1953), Keyboarder und Songschreiber
- Scottie Wilbekin (* 1993), türkisch-US-amerikanischer Basketballspieler

sowie:
- Against Me!, Rock-Band
- Aleka’s Attic, Folk/Rock-Band
- Hot Water Music, Punk-Band
- Less Than Jake, Ska-Punk-Band
- Sister Hazel, Rock-Band